# Represa de Barra Grande

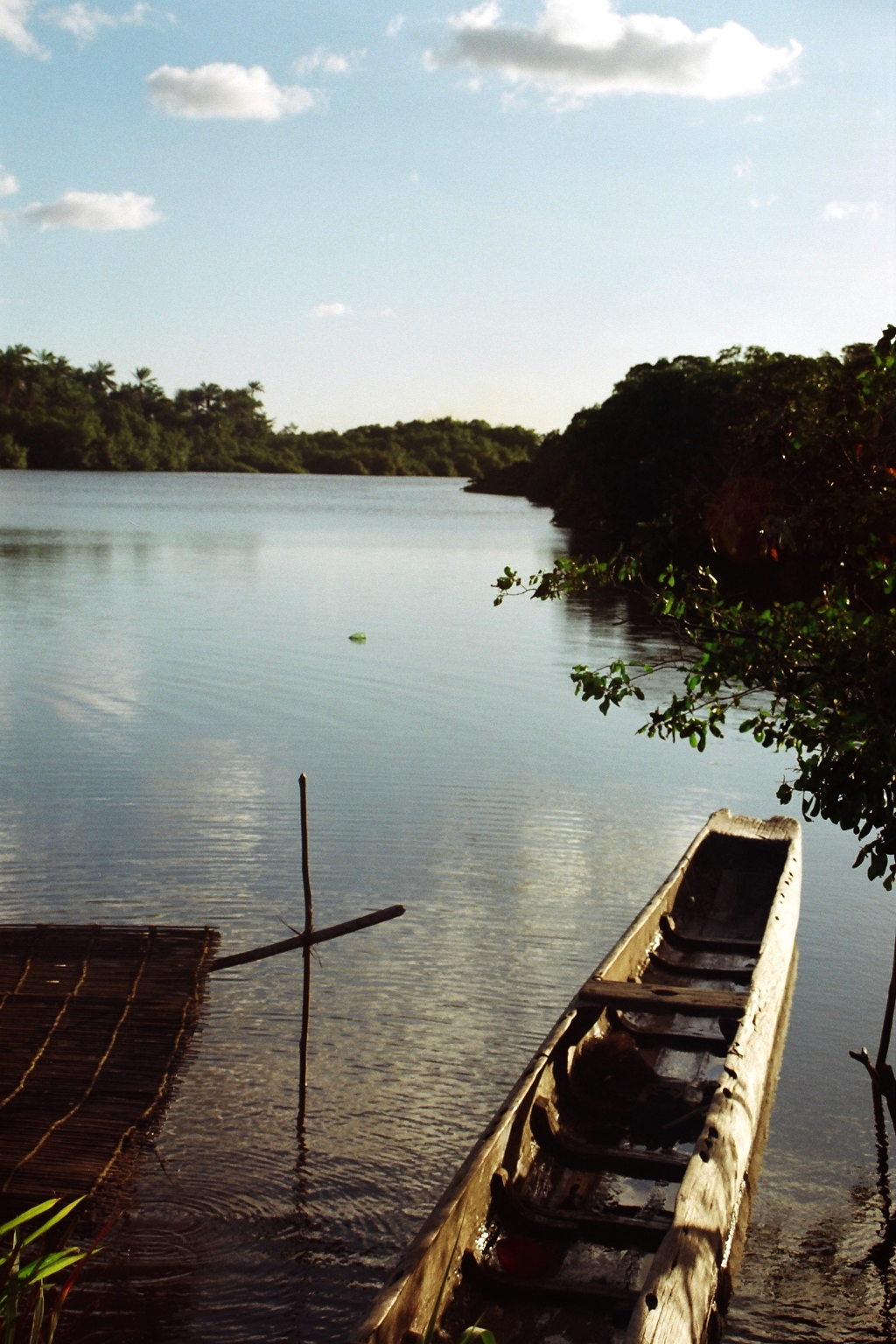
Fotografía de Barra Grande.

La represa de Barra Grande es una central hidroeléctrica brasileña, ubicada sobre el río Pelotas, entre los municipios de Pinhal da Serra, estado de Rio Grande do Sul y Anita Garibaldi, estado de Santa Catarina.
La central fue inaugurada en octubre de 2005, cuenta con 3 turbinas y posee una potencia total instalada de 708 MW. Su construcción y operación está a cargo de la empresa Energética Barra Grande (BAESA).
- Datos: Q808770